# Geschichtsbrunnen Olpe

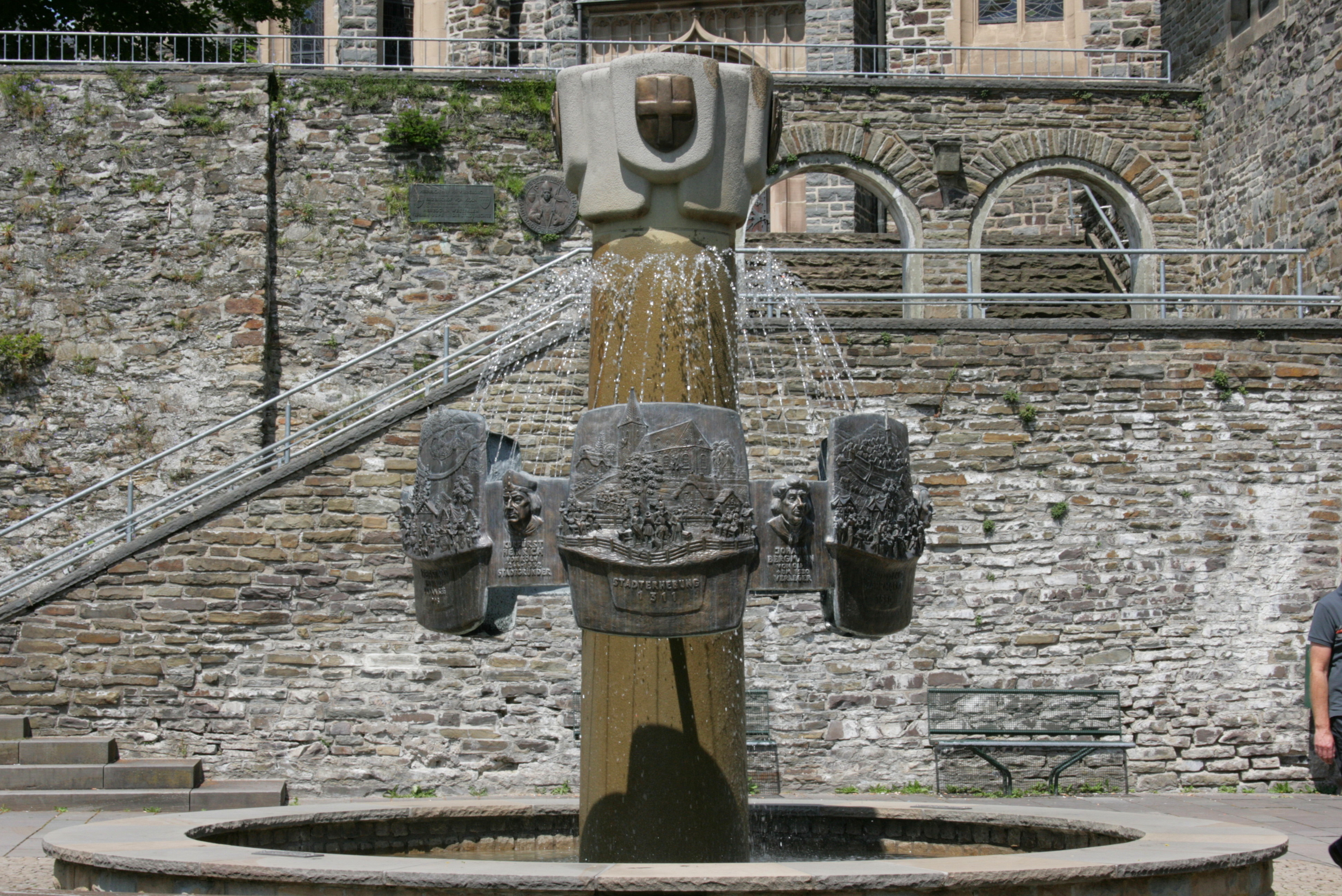
Geschichtsbrunnen

Der Geschichtsbrunnen Olpe ist ein Brunnen in der nordrhein-westfälischen Stadt Olpe  in Deutschland.
Er befindet sich auf dem Kurkölner Platz.

## Entstehung des Brunnens
Die ersten Planungen für den Bau des Brunnens erfolgten im Jahr 1996. Auslöser war die Neugestaltung des Kurkölner Platzes. An den Planungen beteiligte sich auch der Heimatverein Olpe und Umgebung. Mit der künstlerischen Gestaltung wurde der Bildhauer Karl-Heinz Klein beauftragt. Die Einweihung des Brunnens erfolgte dann im Jahr 1998. Auf dem Brunnen werden die sechs wichtigsten Ereignisse in der Stadtgeschichte Olpes dargestellt. Hinzu kamen Porträts von Persönlichkeiten der Stadt. Außerdem wurden Wappentafeln dargestellt, sie verweisen auf Kurköln, die Stadt Olpe, den Kreis Olpe und das Bundesland Nordrhein-Westfalen.

## Die Geschichtsthemen-Bilder
- 1311: Olpe wird zur Stadt erhoben.
- 1550: Stadt und Land erhalten das Jahrmarktsrecht.
- 1795: Ein Stadtbrand zieht Olpe in Mitleidenschaft.
- 1911: Das erste Schützenfest findet statt.
- 1945: Ende des Zweiten Weltkriegs, in der Stadt bleiben Ruinen zurück.
- 1998: Kreisstadt im Wald und am See.

## Die sechs Porträts

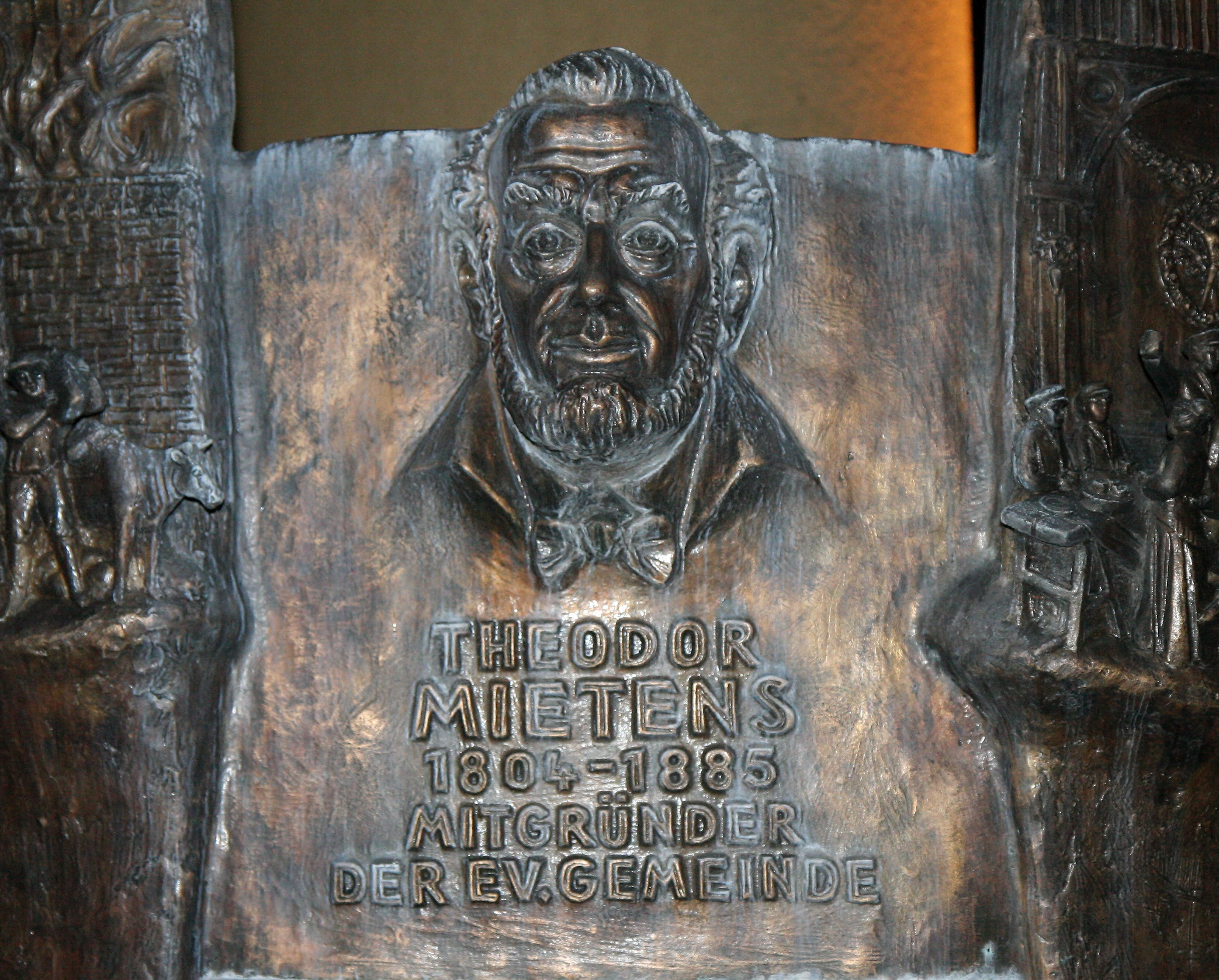
Eines von sechs Reliefs am Brunnen

- Kurfürst und Erzbischof Heinrich II. von Köln (1244–1332)
- Der Verleger Johann Bergmann von Olpe (gestorben um 1530)
- Der Landrat Caspar Freusberg (1764–1837)
- Mitbegründer der evangelischen Gemeinde Theodor Mietens (1804–1885)
- Ordensstifterin Maria Theresia Bonzel (1830–1905)
- Sozialpolitiker Prälat Franz Hitze (1851–1921)